# Socialt fältarbete
Socialt fältarbete eller bara fältarbete som det ofta kallas, är en metod för att uppfylla de ambitioner om uppsökande socialt arbete som finns i socialtjänstlagen (3 kap 1§). En fältarbetare (fältassistent) arbetar på individ-, grupp- och strukturell nivå gentemot ungdomar som riskerar att utveckla sociala problem. Rent konkret handlar det om att etablera goda kontakter med ungdomar i deras egna miljöer exempelvis i skolan, på fritidsgården, på stan eller på internet.
Fyra nyckelord som är viktiga i fältarbetet är förebyggande, frivillighet, förtroende och flexibilitet. Fältarbetet syftar till stor del till att vara förebyggande snarare än akutstyrt och reaktivt. Frivilligheten i kontakten mellan ungdom och fältarbetare utgör en viktig grund i skapandet av en god relation, även om fältarbetare också figurerar i situationer som inte alltid kan betraktas som frivilliga för ungdomen. Att skapa förtroende är a och o för fältarbetaren – speciellt som kontakten oftast är frivillig - samtidigt som fältarbetaren också måste ta sitt ansvar som vuxen och myndighetsperson när situationen kräver det. Eftersom fältarbetet bör utgå från ungdomsgruppens egna behov och resurser för att skapa positiva förändringsprocesser krävs det även flexibilitet vid val av arbetsmetoder.